# Alphonse Bertillon
Alphonse Bertillon   (antic 7è districte de París, 22 d'abril de 1853 - 16è districte de París, 13 de febrer de 1914) fou un policia francès, fill del matemàtic Louis-Adolphe Bertillon i germà del també matemàtic, Jacques Bertillon. Va exercir com a preceptor a Escòcia i, al seu retorn a França, va treballar per a la policia de París.
Investigador i impulsor de mètodes d'individualització antropològica. Oficial de la policia francesa no conforme amb l'ús de la força per identificar els criminals reincidents. Sent fill i germà d'experts en estadística i demografia, el 1882 va exposar una nova disciplina: l'antropometria. Es tractava d'una tècnica d'identificació de criminals basada en el mesurament de diverses parts del cos i el cap, marques individuals, tatuatges, cicatrius i característiques personals del sospitós. Va elaborar la metodologia necessària pel registre i comparació de totes les dades dels processats. El 1884 va aplicar aquest procediment per identificar 241 delinqüents múltiples, de manera que el seu procediment va guanyar enorme prestigi i va ser ràpidament adoptat a Europa i EUA.
El seu mètode va tenir un estrepitós fracàs quan es van trobar dues persones diferents que tenien el mateix conjunt de mesures. Des de llavors es considera que l'antropometria és una pseudociència (com la frenologia).
El 1892 va aparèixer el mètode d'identificació mitjançant empremtes digitals, albirat pel britànic sir Francis Galton i millorat aquell mateix any (1892) pel policia argentí Juan Vucetich (qui va resoldre un infanticidi mitjançant aquest mètode). Quan Vucetich va visitar París el 1913, Bertillon - que mai li havia perdonat les crítiques al seu imperfecte sistema, creat el 1883 - ho va menysprear públicament.
Bertillon també va estandarditzar les fotografies d'identificació i les imatges usades com evidència. Va desenvolupar la "fotografia mètrica" que busca reconstruir les dimensions d'un lloc i la ubicació dels objectes allà trobats. Va indicar que les fotografies de l'escena del crim havien de fer-se abans que es produís qualsevol tipus d'alteració i que dins de la imatge haurien de col·locar-se cintes amb mesures impreses (testimoni mètric) per facilitar la identificació de la grandària de l'element o lloc. El fotògraf havia de fer les seves fotografies frontal i lateralment als objectes. Les seves instruccions en l'actualitat se segueixen respectant.